# Filippinhökgök
Filippinhökgök (Hierococcyx pectoralis) är en fågel i familjen gökar inom ordningen gökfåglar. So, namnet avslöjar förekommer den i Filippinerna.

## Utseende och läte
Filippinhökgöken är en medelstor gök med en kroppslängd på 29 centimeter. Den adulta fågeln är mörkgrå ovan och vit under med ljust rostrött på bröstet och övre delen av buken. Stjärten har tre eller fyra svarta och beigefärgade band, ett brett svart band nära spetsen och längst ut ljust rostrött. Runt ögat syns en bar gul ögonring. Näbb och fötter är gula, medan näbben är svart och olivgrön. Ungfågeln är rostbandad pvan och brunstreckad under. Det ljusa lätet består av en 1,5 sekunder lång serie med fem till sju toner som upprepas upp till tio gånger, successivt ljudligare och snabbare.

## Utbredning och systematik
Fågeln återfinns i Filippinerna. Tidigare betraktades den vanligen som en underart till H. fugax, tillsammans med nordlig hökgök (H. hyperythrus) och visselhökgök (H nisicolor), men urskiljs nu som egen art. Filippinhökgök har också liksom andra i släktet Hierococcyx istället placerats i Cuculus.

## Levnadssätt
Filippinhökgöken hittas i skog och skogsbryn upp till 2300 meters höjd. Den är vanligen skygg och svår att få syn på. Häckningssäsongen inleds i april.

## Status och hot
Arten har ett stort utbredningsområde men tros minska i antal, dock inte tillräckligt kraftigt för att den ska betraktas som hotad. Internationella naturvårdsunionen IUCN listar därför arten som livskraftig (LC).